# Rudinka
Rudinka este o comună slovacă, aflată în districtul Kysucké Nové Mesto din regiunea Žilina, pe malul râului Kysuca⁠(d). Localitatea se află la altitudinea de 343 m deasupra n.m., se întinde pe o suprafață de 3,14 km2 și în 2017 număra 382 de locuitori.

## Istoric
Localitatea Rudinka este atestată documentar din 1506.

## Demografie
| An:                | 1994 | 2004   | 2014   | 2024   |
| ------------------ | ---- | ------ | ------ | ------ |
| Număr de persoane: | 385  | 391    | 394    | 419    |
| Diferență:         |      | +1,55% | +0,76% | +6,34% |

| An:                | 2023 | 2024   |
| ------------------ | ---- | ------ |
| Număr de persoane: | 402  | 419    |
| Diferență:         |      | +4,22% |